# Fusillés du Mont-Valérien

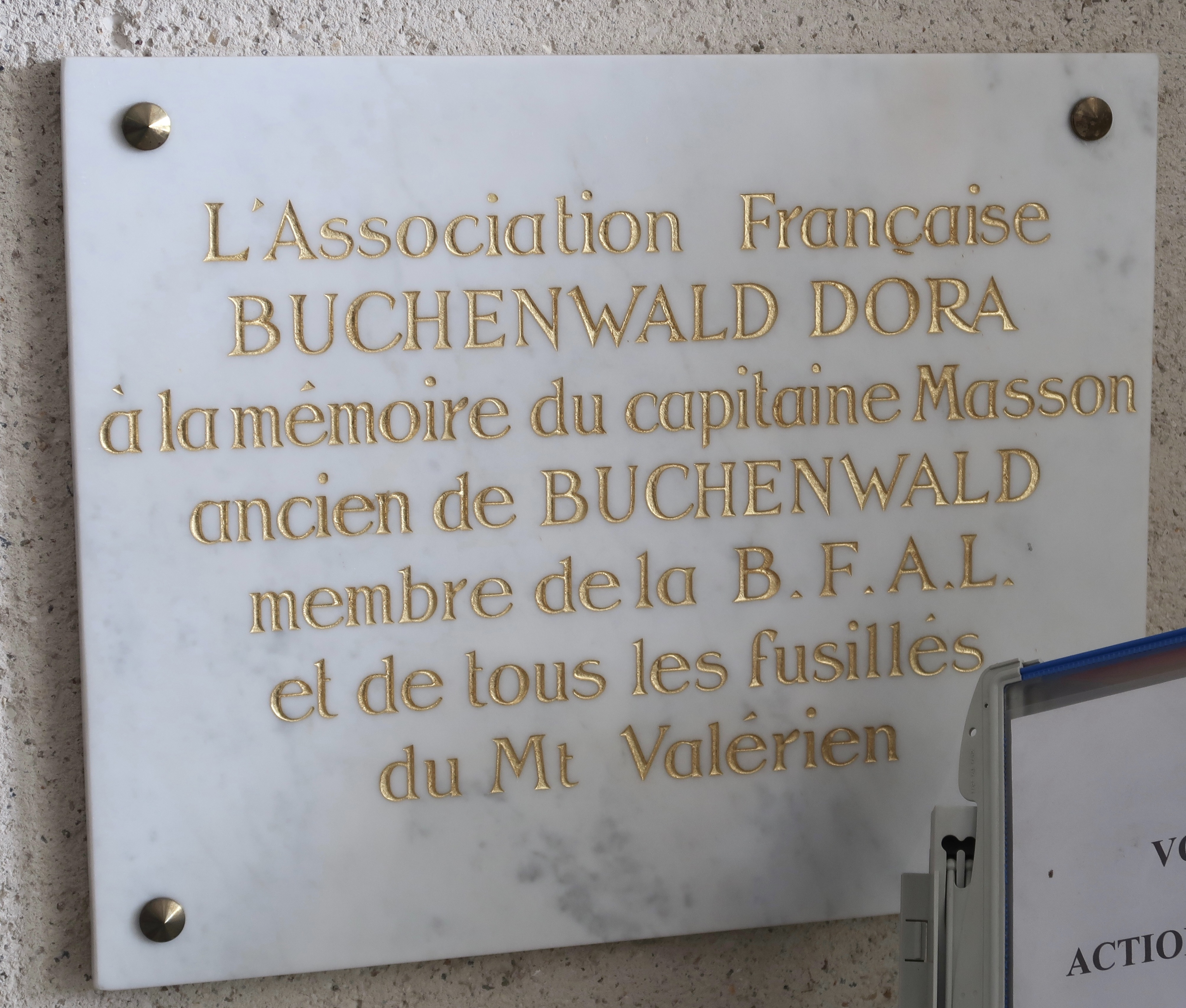
Plaque commémorative au musée des Transmissions, forteresse du Mont-Valérien.

Les fusillés du Mont-Valérien sont plus d'un millier d'otages et de résistants fusillés par l'occupant allemand dans la forteresse du Mont-Valérien au cours de la Seconde Guerre mondiale.

## Monument
Un monument, le mémorial de la France combattante, érigé en l'hommage de tous les morts de la Seconde Guerre mondiale, inauguré par le général de Gaulle le 18 juin 1960, se trouve en dehors de la forteresse, adossé à son mur d'enceinte au sud.

## Liste de fusillés
En 2024, il est recensé 1 009 fusillés durant la période de l'Occupation. les corps sont pour la plupart dirigés vers le cimetière parisien d'Ivry. En 1943, la Préfecture de Police demande à les ensevelir anonymement et sans registre de leur localisation, mais les agents tiennent un registre clandestin qui permet de retrouver les sépultures après la Libération.
- 26 août 1941 : Raymond Justice[3], Jean-Louis Rapinat[4], André Sigonney[5] et Alfred Ottino[6] sont les quatre premiers fusillés[7].
- 27 août 1941 : Jean Baillet.
- 29 août 1941 : Honoré d'Estienne d'Orves, Maurice Barlier et Jan Doornik.
- 20 septembre 1941 : Antoine Hajje, Georges Pitard, Michel Rolnikas, Adrien Nain, Roger Peyrat, Victor Marchal, René Anjolvy, François Herpin, Pierre Guignois, Georges Masset, Daniel Loubier et Maurice Peureux[8].
- 22 octobre 1941 : cinq otages, en représailles après la mort de Karl Hotz.
- 24 octobre 1941 : Bernard Anquetil.
- 13 novembre 1941 : Henri Schaerrer.
- 15 décembre 1941 : soixante-dix otages dont cinquante-trois Juifs (quarante-quatre viennent du camp de Drancy)[9], parmi lesquels se trouvent Gabriel Péri et Lucien Sampaix.
- 9 mai 1942 : Paul-Henry Thilloy.
- 6 février 1942 : deux habitants de Saint-Michel-en-l'Herm, Fernand Neau[10] et Alphonse Gouraud[11], ayant tenté de faire évader des aviateurs britanniques.
- 11 février 1942 : André Bloch.
- 23 février 1942 : sept membres du réseau du musée de l'Homme : Vildé, Lewitsky, Nordman, Ithier, Andrieu, Sénéchal, Walter.
- 27 février 1942 : Jean-Claude Chabanne.
- 9 mars 1942 : les sept condamnés à mort du procès du palais Bourbon.
- 20 mars 1942 : Pejsak (dit Paul) Libermann ; né le 5 mai 1909 à Varsovie (Pologne) ; fusillé comme otage , époux d'Eva Libermann, née Pomper, père de Marcel Libermann[12].
- 21 mars 1942 : Georges Paulin et Jacques Kellner[13].
- 7 avril 1942 : Émile François Amédée Molet (1905-1942).
- 10 avril 1942 : Maurice Charles Wagner (1900-1942).
- 12 avril 1942 : Jean Stephan (1912-1942).
- 17 avril 1942 : les vingt-trois condamnés à mort du procès de la Maison de la Chimie, dont Bernard Laurent, Marcel Bertone, Jean Quarré, Louis Marchandise, Marcel Bourdarias, Spartaco Guisco, Carlo Schönhaar, Yves Kermen.
- 23 avril 1942 : Marcel Burger.
- 25 avril 1942 : Auguste Jean, Roland Duru, Antoine Bruneau, Olivier Guinet, Stanislaw Lisiecki, Moszek Rotzach et Robert Poing.
- 29 avril 1942 : Pierre Grenier.
- 23 mai 1942 : Georges Politzer, Jacques Solomon, Jean-Claude Bauer et Georges Dudach.
- 30 mai 1942 : Arthur Dallidet et Jacques Decour.
- 22 juin 1942 : Gabriel Laumain.
- 27 juillet 1942 : Valentin Feldman. S'adressant aux soldats allemands formant le peloton d'exécution, il prononce le fameux « Imbéciles ! C'est pour vous que je meurs[14] ! ».
- 1er août 1942 : Éric Peters[15].

- 11 août 1942 : quatre-vingt-huit otages fusillés, dont André Bru, Georges Bouzerait, Jean-Baptiste Douvrin, Joseph Roque[16], Nojme Zalkinow (père de Fernand Zalkinow), Szmul Burstyn[17], Georges Victor Frémont, Jean Compagnon, Maurice Grancoing, Camille Baynac [Pseudonymes dans la Résistance : Charles le paysan, Roger, André Mallet], Pierre-Albert Herz, Jean-René Bonnefoix, Georges Alphonse Margueriteau, François Louis Sautet, Ben Mohamed Slimane, Marcel Joseph Flosseaux, Paul Renaud, Antoine Savattero, Guillaume Marie Scordia, Raymond Augustin Delaune, Bénito Sacristain-Guerro, Auguste Charles Olivier, Julien Alphonse Landragin, Pierre Bertrand Galesloot, Basile Adrien Rodier, Hilaire Ferdinand Joseph Perthuis, Armand Aimé Guillebaud, Nicolás Núñez, Jean-Louis Wolkowitch, Jean-Baptiste Henri Douvrin, Bernard Kirschen (Baruch), Joseph Kirschen, Alphonse Jean Baconier, Jean Rodde, Eugène Robert Houdart, Marcel Jean-Baptiste Ethis, Maurice Quédec, Riccardo Boatti [dit « Manfredi »], Marcel Monge, Roger Pierre Émile Lerat, Gaston Maurice Picard, Henri Théodule Albert Maillard, Édouard Rodde, Léon Georges Appay, Jean Letienne [Pseudonyme : Gustave Lecat], Lazare Marius Fillâtre, Jean Eugène Raine, Georges Émile Fernand Gentil [Pseudonyme : Kleber], Jean Raymond Dutreux, Louis Edmond Guyot, Henri Léon Marcel Daubeuf, Alexandre Lecler, Zygmund ou Zygmunt Brajlowski ou Brajlocwski [dit Kratko], López Martín, Samuel Eugène Henri Deborde, Natan Dyskin, Lazlo  Lantos (Ladislas), Salomon Warszawski, Stanislas Toporowsky (ou Toporowski), Gabriel François Jaillard, Tibor Kallaï, André Léon Bru, Charles Georges Fernand Schmidt [Pseudonyme dans la Résistance : Victor], Pierre Hardenberg [Pseudonyme : Pierre Renan], Arthur Tintelin alias Léon Lombard, André Julien Louis Bretagne, René Guégan, François Louis Sautet, Louis Clément Thorez, Naoum (ou Naïm) Zalkinov (s’écrit parfois Zalkinow), Jean Jules Léon Pottier, Maurice Guillon, Gustave Eugène Julien Pitiot, René Despouy [Yves, René], Félix Georges, Georges Marcel Jehanne, Samuel Mounié Nadler, Jean Baptiste Hemmen, Pierre Lacan [Aimé, Désiré, Pierre, Antoine], Alphonse Auguste Émilien L'Huillier, Franciscus (dit parfois Franz) Wouters, Sauveur Yvon Djian [alias Paul Dumas, alias Vidal, alias Raymond, alias Hhenri], Fernand Adrien Enguehard, Gaston Maurice Etievent, Raymond Jeannot, Szmul (ou Szmuel) [écrit souvent Josef] Bursztyn, Roger Edmond Calvier, Gilbert Jean Deschanciaux, Henri Charles Le Gall, Joseph Antonin Roque [Pseudonymes : Antoine ; Maurice Guérin], Georges Robert Joseph Loison, Marcel Albert Hartmann.
- 21 septembre 1942 : quarante-six otages, dont Gaston Bussière, André Chassefière et Marcel Lamant.
- 5 octobre 1942 : Pierre Rebière.
- 15 février 1943 : Léon Agid[18], Robert Bachet, Louis Camatte, Robert Hamel et Adrien Vanderheyden.
- 26 février 1943 : Lucien Dupont, Charles Grosperin, André Berthelot, Pierre Bolzer, Marcel Garcin, Georges Leblanc, Lucien Lefranc, Gabriel Rabot, Victor Recourat[19].
- 13 mai 1943 : Roger Dumont.
- 15 juin 1943 : Jules Dumont.
- 18 juin 1943 : Alexandre Bisiaux, Émile Bouhour et Jean-Baptiste Fiévet, tous trois somainois[20].
- 23 août 1943 : Charles Oberlin[21], résistant Francs-tireurs et partisans[22].
- 17 septembre 1943 : dix-neuf Brestois, pour avoir combattu les troupes allemandes d'occupation, dans les rangs des Francs-tireurs et partisans et commis de nombreux actes de sabotages dans le Finistère : Albert Abalain, Lucien Argouarc'h, André Berger, Louis Departout, Yves Giloux (étudiant, né à Ouessant le 15 décembre 1921), Louis Le Bail, Paul Le Gent, Eugène Lafleur, Louis Le Guen, Paul Monot, Henri Moreau, Jean-Louis Primas, Jean Quintric, Albert Rannou, Albert Rolland, Étienne Rolland, Joseph Ropars, Jean-Marie Teuroc, Charles Vuillemin.
- 28 septembre 1943 : Roger Marinkovitch.
- 1er octobre 1943 : André Engros, le plus jeune fusillé, à 16 ans.
- 2 octobre 1943 : quarante-sept otages fusillés dont André Boissière[23], Martial Brigouleix, François Perrin.
- 6 octobre 1943 : trente fusillés, dont Pierre Cosnard, Roger Rieckert, Jacques Massias, Jacques Delaunay et Marc Delaunay.
- 3 novembre 1943 : Bernard Courtault.
- 21 février 1944 : trois lycéens résistants du lycée Anatole-Le-Braz de Saint-Brieuc, ainsi que Missak Manouchian avec vingt-et-un résistants de son réseau dénoncés par l'Affiche rouge. Plusieurs d'entre eux sont ensuite inhumés au cimetière d'Ivry-sur-Seine[24].
- 7 mars 1944 : quinze FTP de la région parisienne, dont André Chesnot, Gaston Charle[25], Maurice Deck[26], Marcel François[27].
- 15 mars 1944 : Bernard Chevignard.
- 28 mars 1944 : Frédéric De Jongh chef du réseau Comète pour le secteur de Paris et ses deux adjoints français, Robert Aylé et Aimable Fouquerel.
- 30 mars 1944 : Maurice Cleret et trente autres résistants du même réseau de résistance.
- 5 avril 1944 : André Lamarre.
- 11 avril 1944 : Joseph Epstein et vingt-huit autres résistants.
- 25 avril 1944 : Raymond Collot.
- 11 août 1944 : quatre-vingt-treize détenus du camp de Royallieu[28].

Ainsi que des Algériens nés sous présence française, tous ouvriers et artisans exécutés pour le motif « Détention d'armes pour la résistance » :
- Aït Abderrah ;
- Mohammed Mane ;
- Mahamed Bonaceur ;
- Yvon Sauveur Djian ;
- Essaïd ben Mohand Haddad ;
- Mohamed Kebir ben Slimane ben Kouider Hadjadj
- André Guillaume Jean Leclerc ;
- Mohamed Moali ;
- Fernand Nathan Max Zemmour ;
- Amar Zerboudi.